# Laurent Paumier
Laurent Paumier (Coutance, 29 maart 1973) is een Frans voormalig professioneel wielrenner. Hij stond in zijn carrière onder contract bij onder meer Ag2r Prévoyance en MrBookmaker.com.
Hij werd in 2002 tweede in de Klimmerstrofee, maar werd enkele maanden later betrapt op het gebruik van corticosteroïden, een middel dat enkel is toegestaan als het intraveneus wordt geïnjecteerd, wat bij Pamier niet het geval was. Zijn positieve uitslag was afkomstig van een dopingtest na zijn winnende etappe in de GP du Midi-Libre.
De positieve test kwam net voordat Paumier een stage zou afwerken bij Ag2r. Toen hij in april 2003 weer mocht koersen ging Ag2r over op een nieuw anti-dopingprogramma, waarbij elke renner die ooit betrapt is op doping wordt ontslagen, dus ook Paumier, nog voordat hij namens de ploeg in een koers aan de start was verschenen.

## Belangrijkste overwinningen
2002
- 5e etappe GP du Midi-Libre

2004
- 3e etappe Triptyque Ardennais
- Eindklassement Triptyque Ardennais

## Grote rondes
Geen